# شیخه‌کران
شیخه‌کران (به لاتین: Şıxakəran) 
(به تالشی: Šyxəkon) یک منطقهٔ مسکونی در جمهوری آذربایجان است که در شهرستان لنکران واقع شده است. تالش‌ها بر این باورند که آرامگاه شیخ زاهد گیلانی در این منطقه واقع شده است.

## جمعیت
شیخه‌کران ۲٬۹۰۶ نفر جمعیت دارد.

## ریشه واژه
شیخه‌کران از دو واژه تالشی شیخ و کران (کَه‌اُن) به‌معنی خانه‌ها یا آبادی تشکیل شده و معنای آن روستا و آبادی شیخ است. در برخی منابع تاریخی نام این روستا حلیه‌کران یا هلیه‌کران ذکر شده که پس از سکونت و درگذشت شیخ زاهد گیلانی نام آن تغییر یافته است.